# Carex pelocarpa
Carex pelocarpa là một loài thực vật có hoa trong họ Cói. Loài này được F.J.Herm. mô tả khoa học đầu tiên năm 1937.